# Orbe (Vaud)
Orbe (antiguamente en alemán Orbach) es una comuna y ciudad histórica suiza del cantón de Vaud, situada en el distrito de Jura-Nord vaudois. Limita al norte con la comuna de Valeyres-sous-Rances, al noreste con Mathod, Ependes y Essert-Pittet, al este con Chavornay, al sur con Arnex-sur-Orbe, y al oeste con Agiez y  Montcherand.

## Historia

### Historia antigua
Durante la época romana, Orbe - entonces conocido como Urba - era una ciudad de Gallia, en el territorio de los Helvetii. Sobre el Itinerario de Antoní, se sitúa entre Lacus Lausonius y Ariolica, xviii mp de Lacus Lausonius y xxiiii mp de Ariolica. Fue construida como villa romana por un terrateniente desconocido al cerro de Boscéaz. Los mosaicos de la villa todavía son visibles.

### Edad Media

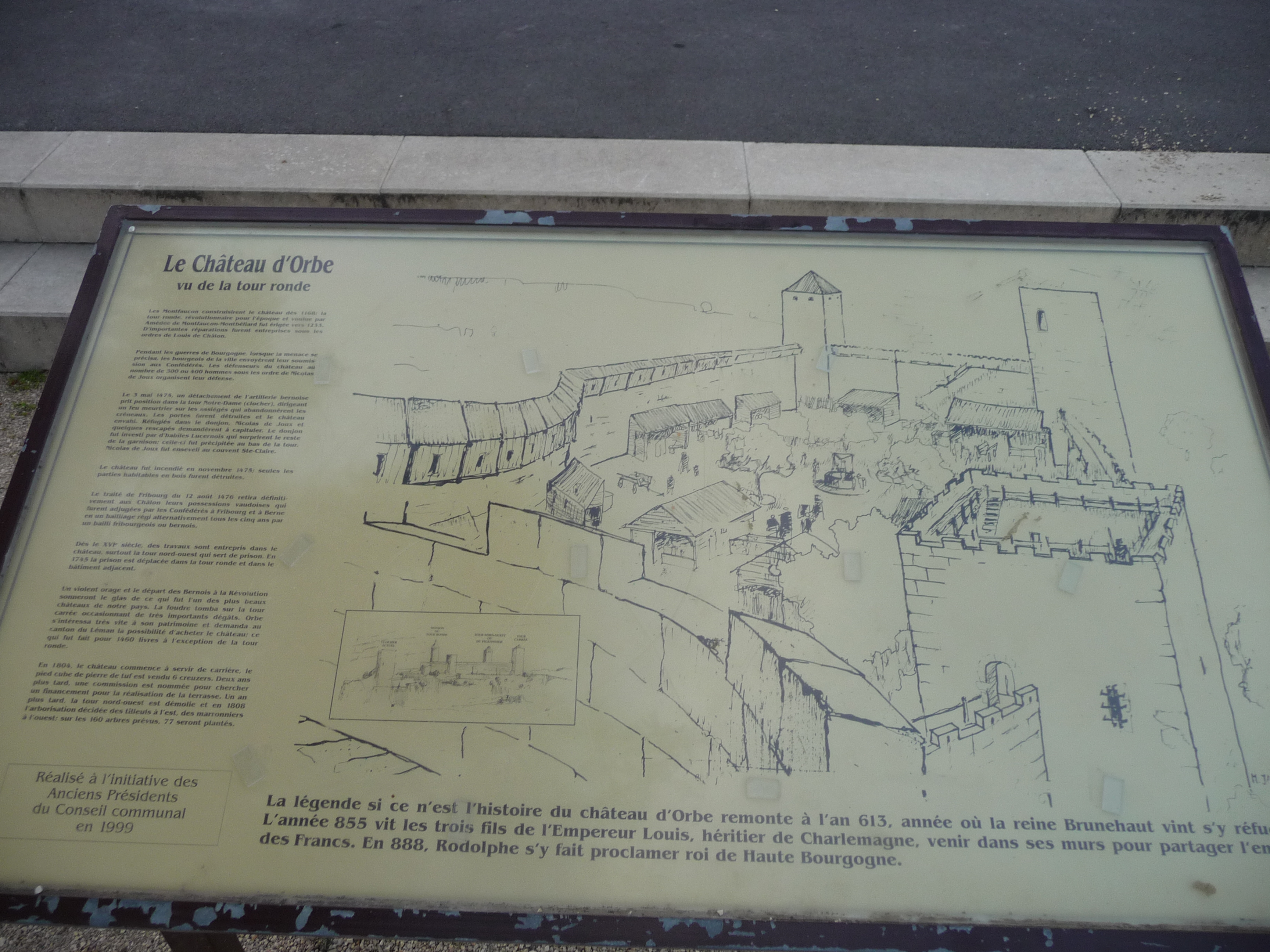
Plano del Castillo de Orbe

En la Edad Media Orbe se encontraba en medio de la ruta sobre el puerto de Jougne y en el cruce de dos grandes rutas de transporte. Se extendió por un lado desde las montañas del Jura hasta los Alpes y por el otro desde el río Rin hasta el río Ródano. El municipio creció a ambos lados del río Orbe. A la banda izquierda  había la villa Tavellis y la iglesia parroquial de Saint-Germain, y a la derecha la villa Tabernis con la iglesia de Saint-Martin. En algún momento de la Edad Media, se construyó un puente sobre el río que une a los dos asentamientos. El castillo de Orbe y el mercado de la ciudad se construyeron al cerro sobre el río y el puente.
El 888, la ciudad era propiedad del rey borgoñón Y Rodolfo I. Los siguientes registros del pueblo provienen de monedas de plata que la ceca de la ciudad produjo para Conrad el pacífico entre el 937 y el 993. La ciudad permaneció como parte del reino independiente de Arlés o Borgoña hasta la muerte del último rey, Rodolfo III en 1032. Antes La muerte de Rodolfo, el emperador Conrad II del Sacro Impere Romano obligó a nombrar a Conrad como su sucesor. Con la muerte de Rodolfo, todo el reino, incluido Orbe, fue incorporado al imperio. En 1076, el emperador Enrique IV sustituyó el noble borgoñón en Orbe con uno de sus vasallos, el conde Guillemos II.
La tierra y los derechos del pueblo pasaron por varios nobles, y en 1168, Amadeo II de Montfaucon, conde de Montbéliard, compró cerca de la mitad del pueblo de Orbe. En un registro de 1183, las iglesias de la ciudad y gran parte de la tierra eran propiedad del Priorato de Baulmes y del Priorato de Payerne. A finales del siglo XI, la abadía Romainmôtier adquirió algunos terrenos en la ciudad, donde  construyó un hospital. En 1139 se amplió el edificio hacia la próxima capilla de Notre-Dame.
Aparte de los propietarios religiosos, los condes de Montfaucon-Montbeliard empezaron a vivir en la ciudad. En 1233, construyeron una torre redonda en el castillo de Orbe. Dos años más tarde, Amadeo III de Montfaucon-Montbeliard construyó Bourg-Vieux y Bourg-Neuf para ayudar a proteger la ciudad. Al fortificar la villa y el castillo, los condes y el pueblo pudieron controlar las rutas comerciales que pasaban por el valle.

### Orbe moderno y actual
En 1352, Orbe se convirtió en una ciudad con una carta de población modelada por Moudon. Después de la muerte de Girard de Montfaucon y de su mujer, Orbe fue heredado por el comtede  Montbeliard en 1379. En 1410 pasó a Louis de Chalon, príncipe de Orange. La familia Chalon ocupó la ciudad hasta que fue capturada por la Confederación Suiza en 1475 durante las Guerras de Borgoña. Sin embargo, los suizos no pudieron mantenerla y el Duque de Borgoña la recuperó el mismo año. El año siguiente, Carlos el Calvo se reunió con mensajeros suizos a Orbe. Debido a la victoria suiza a las guerras borgoñones, la confederación obtuvo en 1484, gran parte de la antigua tierra de Borgoña, próxima a las montañas del Jura. Las tierras próximas a Chalon, incluyendo Orbe y Echallens , se convirtieron en un condominio o gemeine Herrschaft administrado por Berna y Fribourg. Permaneció como territorio temático hasta la invasión francesa de 1798 y la creación de la República helvética apoyada por Francia. Bajo la República Helvética, Orbe se convirtió en la capital del Distrito de Orbe. La República Helvética, que defendía los ideales de la Revolución Francesa, era muy popular entre los habitantes de Orbe. Las reformas de la República Helvética fueron excesivas para poder ser aceptadas por los suizos y la república fue destronada por la Stecklikrieg. Mientras el gobierno helvético se fue retirando en septiembre de 1802 de Berna en Lausana, las tropas del gobierno ocuparon Orbe durante un breve tiempo. Bajo el acta de mediación, Orbe permaneció como capital de su propio distrito.  

## Datos de interés

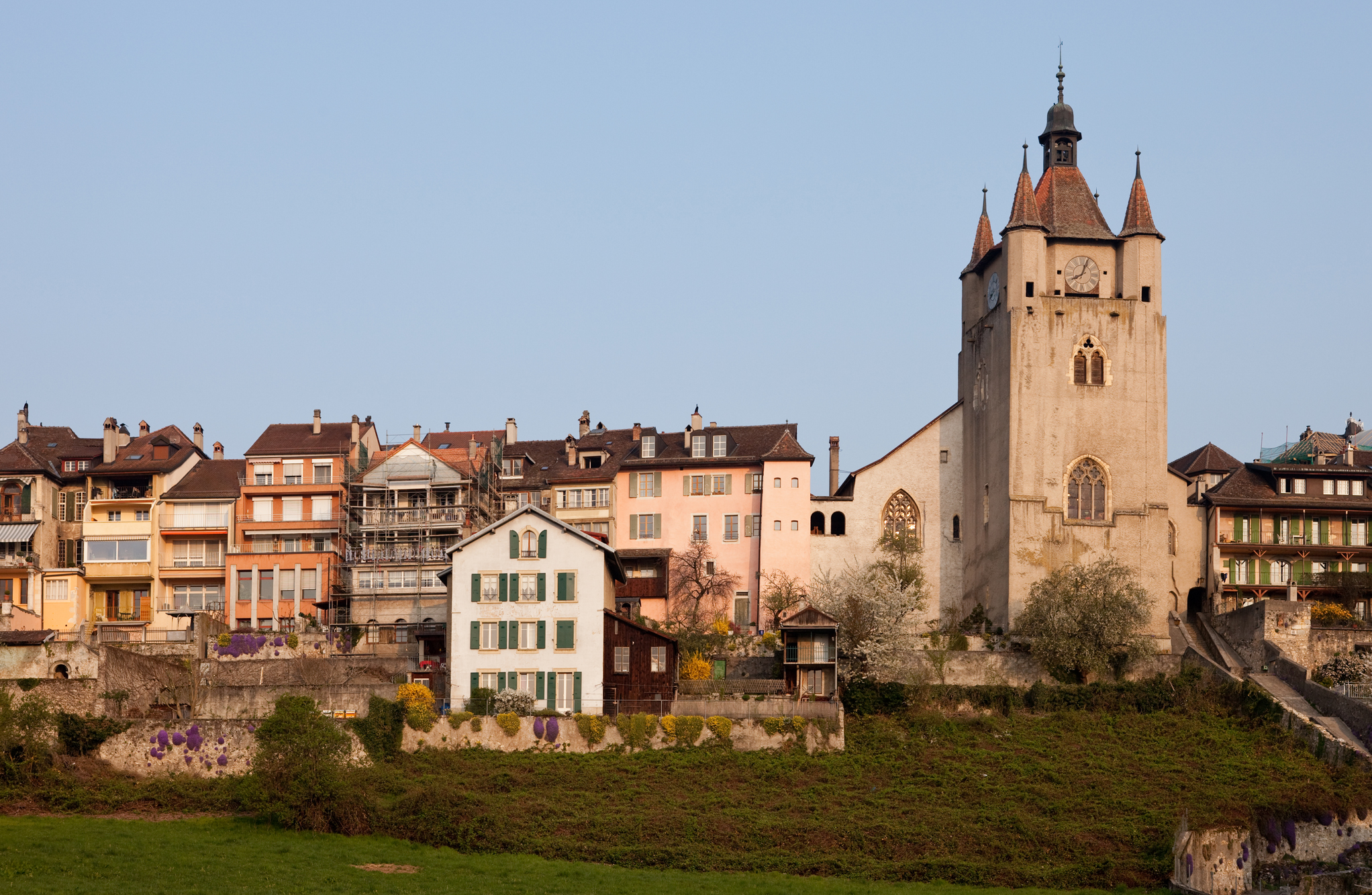
Vista de la iglesia y el burgo de Orbe.

Es una ciudad histórica, donde nació la emperatriz Adelaida de Borgoña esposa del emperador Otón y venerada como Santa en la iglesia católica.
La común formó parte hasta el 31 de diciembre de 2007 del distrito de Orbe, círculo de Orbe.
| Crecimiento de la población | Crecimiento de la población | Crecimiento de la población | Crecimiento de la población | Crecimiento de la población | Crecimiento de la población | Crecimiento de la población | Crecimiento de la población | Crecimiento de la población | Crecimiento de la población | Crecimiento de la población | Crecimiento de la población | Crecimiento de la población |
| --------------------------- | --------------------------- | --------------------------- | --------------------------- | --------------------------- | --------------------------- | --------------------------- | --------------------------- | --------------------------- | --------------------------- | --------------------------- | --------------------------- | --------------------------- |
| Año                         | 1850                        | 1900                        | 1910                        | 1930                        | 1950                        | 1960                        | 1970                        | 1980                        | 1990                        | 2000                        | 2007                        | 2016                        |
| Habitantes                  | 1923                        | 2080                        | 3234                        | 3422                        | 3565                        | 3824                        | 4522                        | 3985                        | 5084                        | 5139                        | 5535                        | 6903                        |

## Galería

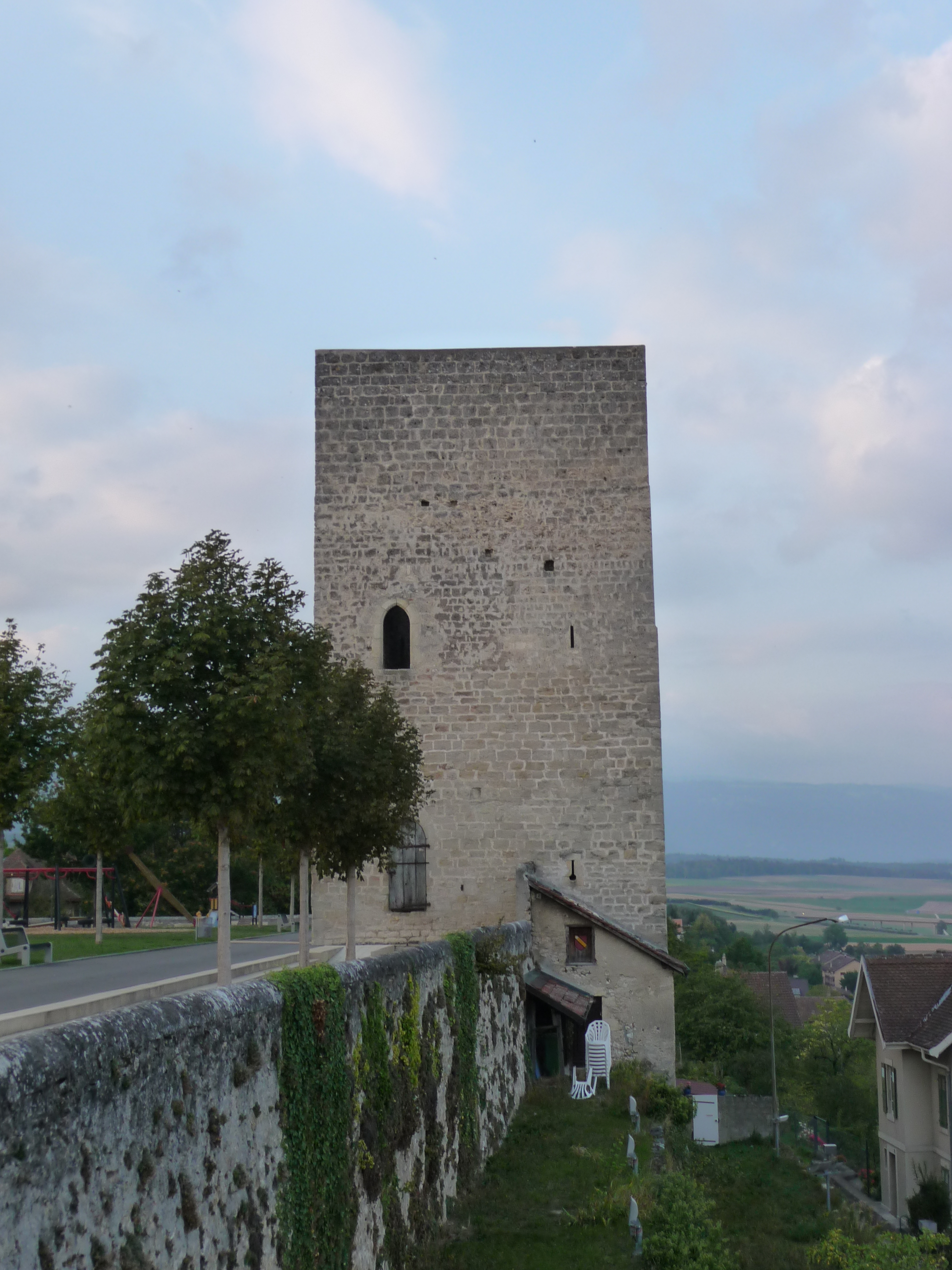
Castillo de Orbe
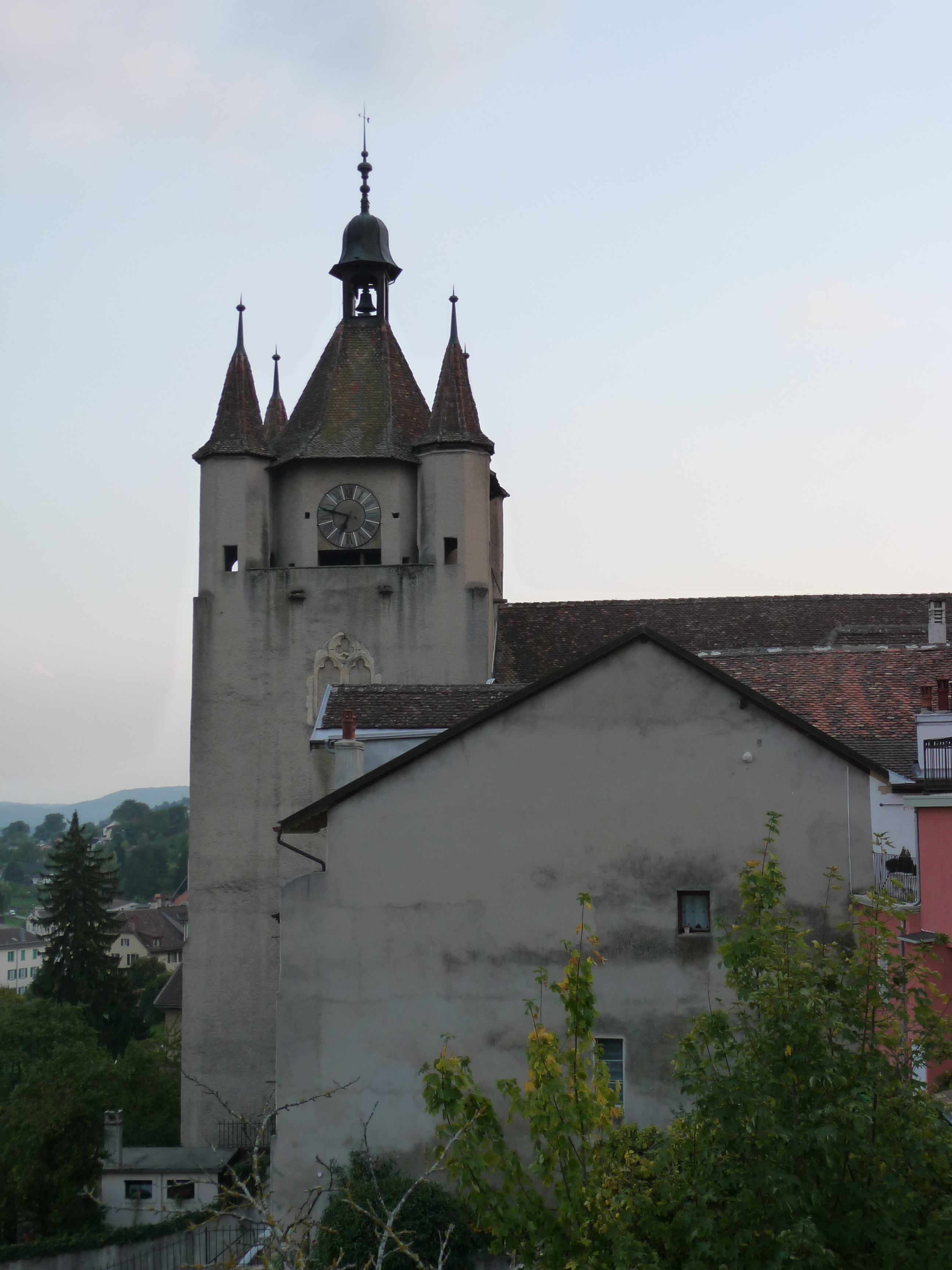
Iglesia Notre-Dame
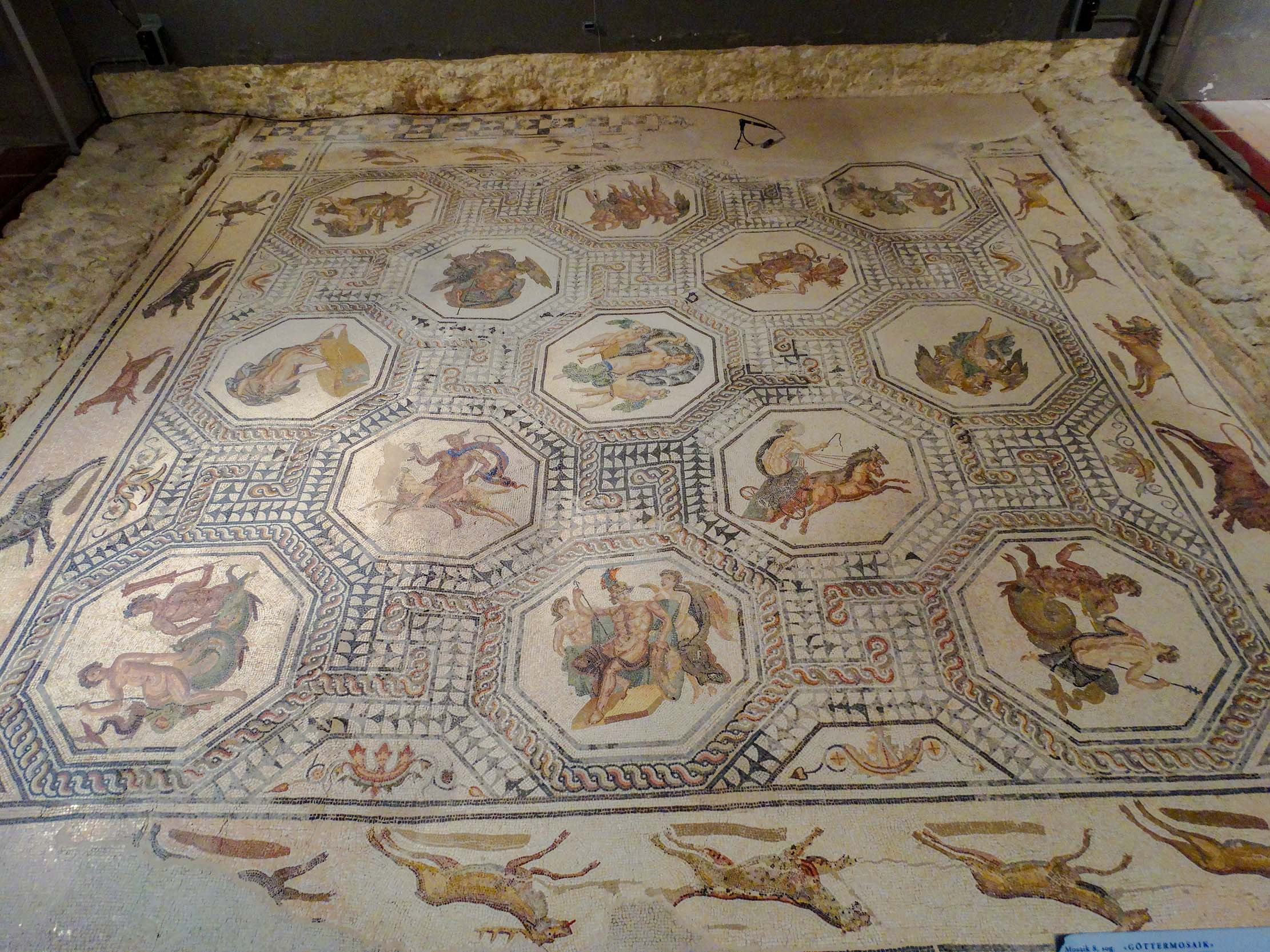
Mosaico de la vila romana
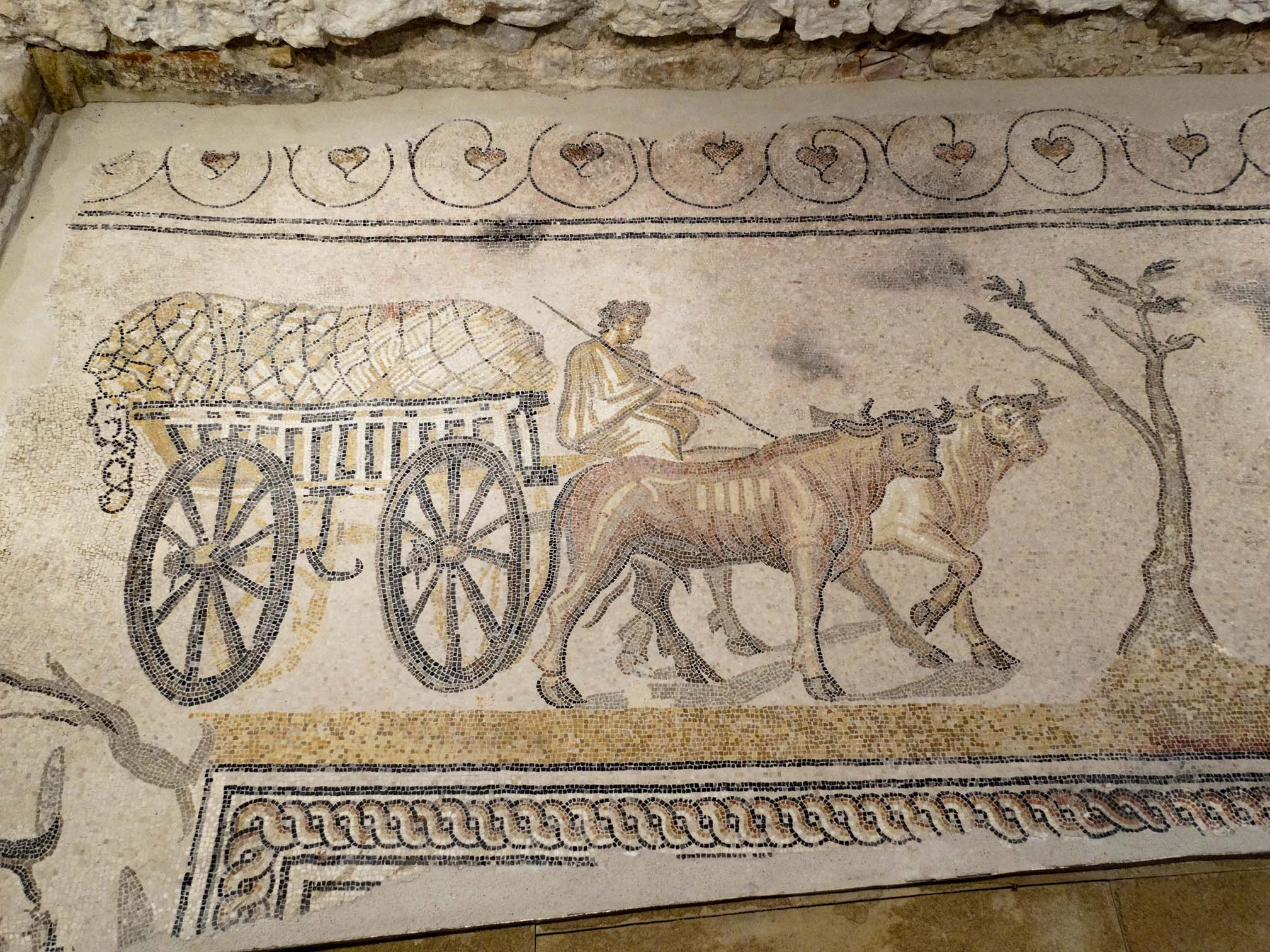
Mosaico de la vila romana